# الصحافة المفتوحة للعلوم الإنسانية
الصحافة المفتوحة للعلوم الإنسانية هي مبادرة نشر دولية مفتوحة الوصول في العلوم الإنسانية، متخصصة في النظرية النقدية والثقافية. يشمل مجلس تحرير الصحافة المفتوحة للعلوم الإنسانية مجموعة من كبار العلماء ودعاة الوصول المفتوح مثل آلان باديو وجوناثان كلر وستيفن غرينبلات وجان كلود جيدون وجوزيف هيليز ميلر وأنطونيو نيغري وبيتر سوبر وغاياتري سبيفاك من بين آخرين.

## معلومات تاريخية
تعتبر الصحافة المفتوحة للعلوم الإنسانية مبادرة نشر تزعمها العلماء وأسسها كل من بول أشتون (أستراليا) وغاري هول (المملكة المتحدة)وسيجي جوتكاندت (نيوزيلندا) وديفيد أوتينا (الولايات المتحدة الأمريكية). وهدفها زيادة وعي المجموعة بالنشر مفتوح الوصول في العلوم الإنسانية وتقديم دعم ترويجي وتقني لمجلات الوصول المفتوح التي قد وجهت لها الدعوة من قبل فريق الإشراف التحريري لصحافة الإنسانيات المفتوحة للانضمام إلى المجموعة.
أطلقت الصحافة المفتوحة للعلوم الإنسانية في مايو 2008 مع 7 مجلات للوصول المفتوح وكان اسمها "منارة الأمل" بواسطة المكتبة العامة للعلوم. وفي أغسطس 2009، أعلنت الصحافة المفتوحة للعلوم الإنسانية أنها ستبدأ نشر سلسلة كتاب الوصول المفتوح القائم بتحريره كبار أعضاء مجلس الصحافة المفتوحة للعلوم الإنسانية. كانت أول خمس سلاسل هي:
- الميتافيزيقا الجديدة، حررها جرهام هرمان وبرونو لاتور؛
- تغير المناخ الحرج، حررها كلير كولبروك وتوم كوهين؛
- المحادثات العالمية، حررها نجوجي واثينغو؛
- الأشياء النظرية المجهولة، حررها فلاد جودتسيش،
- كتب السوائل، حررها غاري هول وكلير بيرشال

## وصلات خارجية
- Open Humanities Press
- Cosmos and History
- Culture Unbound
- Culture Machine
- Fast Capitalism
- Fibreculture Journal
- Film-Philosophy
- Filozofski Vestnik
- Glossator
- Image & Narrative
- Inflexions
- International Journal of Zizek Studies
- Parrhesia
- Postcolonial Text
- Vectors Journal of Culture and Technology in a Dynamic Vernacular

‌